# 半田市立成岩小学校
半田市立成岩小学校（はんだしりつならわしょうがっこう）は、愛知県半田市成岩本町にある公立小学校。「成岩」は「ならわ」と読み、地名（かつての知多郡成岩町）に由来する。

## 沿革
- 1872年（明治5年） - 知多郡成岩村の無量寿寺内に進学学校の名で創設。[1]
- 1875年（明治8年） - 進学学校から成岩学校に改称。[1]
- 1884年（明治17年） - 現在地に移転。[1]
- 1900年（明治33年） - 成岩町立成岩第一尋常小学校と改称。[1]
- 1908年（明治41年） - 成岩第二尋常小学校・成岩第三尋常小学校を統合して成岩町立成岩第一尋常高等小学校に改称。[1]
- 1937年（昭和12年） - 半田市の発足により半田市立成岩小学校に改称。[1]
- 1941年（昭和36年） - 半田市立成岩国民学校と改称。[1]
- 1947年（昭和22年） - 半田市立成岩小学校と改称。[1]
- 1952年（昭和27年） - 火災で木造校舎が焼失。[1]
- 1953年（昭和28年） - 鉄コン2階建校舎が完成。[1]
- 1968年（昭和43年） - 半田市立成岩小学校分校が発足。
- 1969年（昭和44年） - 分校が半田市立花園小学校として分離。[1]
- 1985年（昭和60年） - 半田市立宮池小学校を分離。[1]